# Václav Jamek

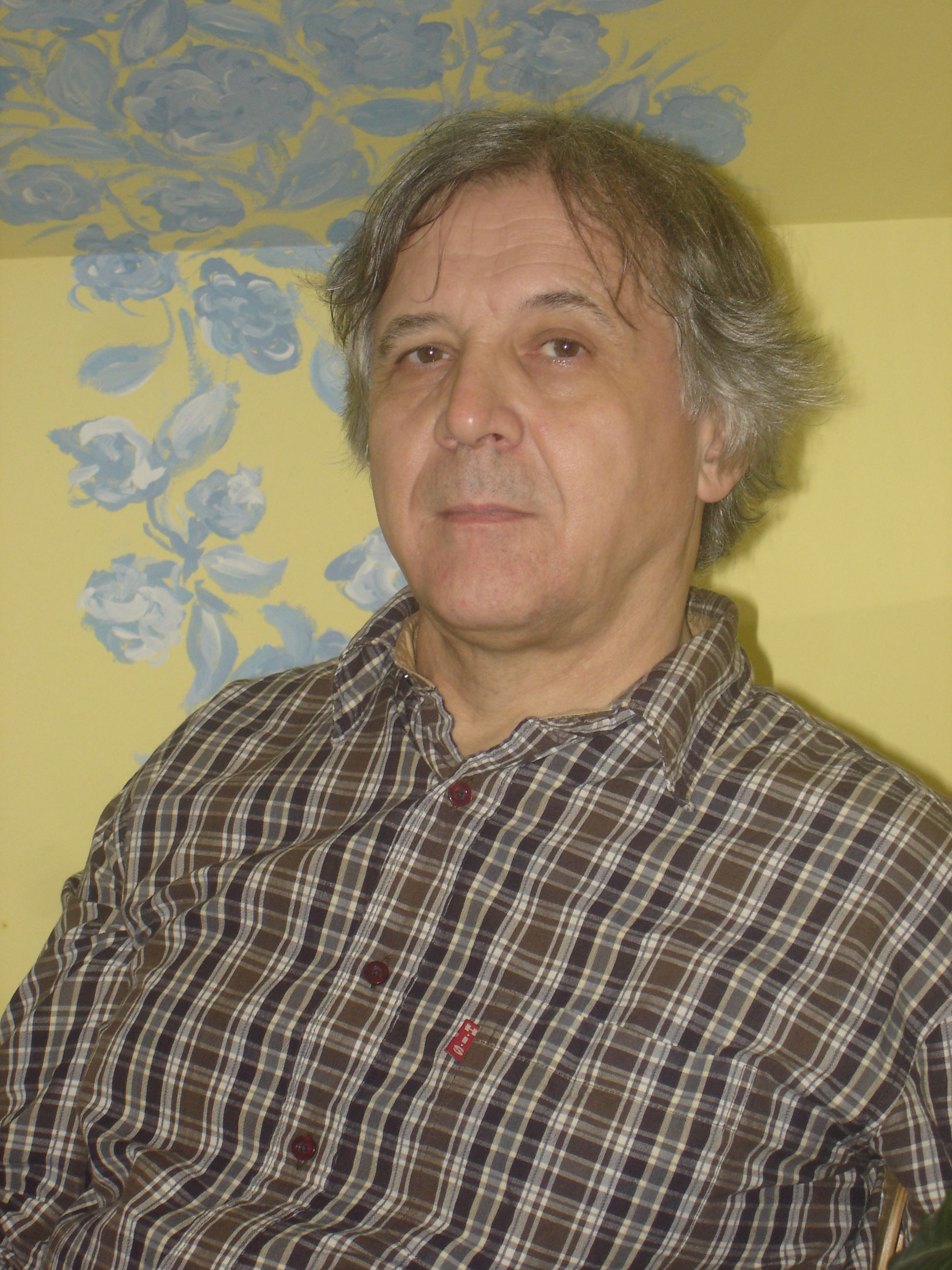
Václav Jamek

Václav Jamek (Pseudonym Eberhardt Hauptbahnhof) (* 27. November 1949 in Kladno) ist ein tschechischer Schriftsteller und Übersetzer.

## Leben
Von 1966 bis 1969 studierte er in Dijon (Frankreich). Nach seiner Rückkehr in die Tschechoslowakei besuchte er die Karls-Universität in Prag und belegte dort Psychologie und Romanistik. Nach seinem Abschlussexamen 1976 nahm er die Stelle eines Verlagsredakteurs an, zunächst im Akademie-Verlag, seit 1986 im Odeon-Verlag. 1994 wechselte er ins Außenministerium, danach war er bis 1998 Kulturattaché in Paris. Seit 1999 beschäftigt er sich nur noch mit Literatur.
Es ist schwierig, seine Werke einer Richtung zuzuordnen. Seine Bücher sind persönlich, eine große Rolle darin spielt die subjektive Beschreibung des Weltgeschehens. Dabei legt er Wert auf seinen Standpunkt, nicht auf das Geschehen an sich. Er verwendet zahlreiche Stilarten und wird seitens seiner Leser den postmodernen Literaten zugeordnet. Seine Bücher sind oft ironisch mit Hang zur Parodie, kombiniert mit Humor.

## Werke

### Poesie
- Buch der Gedichte in neuen Versen, eigenhändig durchlitten und in Sprache gebunden von Eberhardt Hauptbahnhof, der tschechische Dichter (Kniha básňů převeršovaná, již vlastnodušně protrpěl a v řeč svázal Ebrhardt Hauptbahnhof, básník český) – Eigenverlag (1988, 1995)
- Gewalttätiger Zustand (Surový stav) – Eigenverlag (1989, 1995)
- Unvollendeter Kalender für Jahr dieses und alle Jahre folgende (Nedokončený kalendář na tento rok a všechny roky příští) – Eigenverlag (1995)

### Drama
- Du Kaugummikopf (Hlavo žvejkavá) (1990)

### Essay
- Muse des Raben (Krkavčí múza) (1992)
- Über einen schäbigen Haufen (O prašivém houfci) (2001)
- Seele voll in Arbeit (Duch v plné práci) (2003)

### Übersetzungen
Außer seinen eigenen Werken übersetzt er aus dem Französischen.

## Mitgliedschaften
- Obec spisovatelů (Tschechischer Schriftstellerverband)

Siehe auch: Liste tschechischer Schriftsteller